# Gianni Fontaine
Gianni Fontaine war ein Filmregisseur.
Fontaine brachte, nach einer Tätigkeit als Dialogschreiber für einen Film von Giorgio Walter Chili 1952, im Jahr 1955 den dokumentaristischen Film Okiba, non vendermi! in die italienischen Kinos, den er im Sudan mit einheimischen Laiendarstellern und zwei Missionaren für das „Collegio Missioni Africane di Verona“ nach einem Roman von Marcilla Piovanelli und eigenem Drehbuch inszeniert hatte.